# كونراد جيمس
كونراد جيمس (بالإنجليزية: Conrad James)‏ هو سياسي أمريكي، ولد في 1974 في كولومبوس في الولايات المتحدة. حزبياً، نشط في الحزب الجمهوري. وقد انتخب عضو مجلس نواب نيومكسيكو.